# Ribble Valley
Ribble Valley – dystrykt w hrabstwie Lancashire w Anglii.

## Miasta
- Clitheroe
- Longridge

## Inne miejscowości
Aighton, Bailey and Chaigley, Balderstone, Barrow, Bashall Eaves, Billington, Bolton-by-Bowland, Brockhall Village, Chatburn, Chipping, Clayton-le-Dale, Copster Green, Dinckley, Downham, Easington, Gisburn, Great Mitton, Grindleton, Horton, Hothersall, Hurst Green, Langho, Little Mitton, Mellor, Newsholme, Newton, Osbaldeston, Paythorne, Pendleton, Read, Ribchester, Rimington, Sabden, Salesbury, Sawley, Simonstone, Slaidburn, Stopper Lane, Twiston, Waddington, West Bradford, Whalley, Whitewell, Wilpshire, Wiswell, Worston, York.